# Пам'ятник Адамові Міцкевичу (Івано-Франківськ)

Пам'ятник Адамові Міцкевичу в Івано-Франківську

Пам'ятник Адамові Міцкевичу в Івано-Франківську — пам'ятник польському поетові Адамові Міцкевичу (1798—1855) в обласному центрі місті Івано-Франківську; вважається найстарішим за часом спорудження зразком міської скульптури в місті.

## Розташування та опис
Пам'ятник розташований на площі Міцкевича. Це бронзова фігура поета, встановлена на приблизно співмірному з розмірами фігури мармуровому постаменті, що є ступінчатим і доповнений низьким стилобатом. Скульптор Тадеуш Блотницький зобразив поета з книгою в руках у хвилину натхнення.

## З історії пам'ятника
Ще наприкінці XIX століття громадськість тодішнього Станиславова широко відзначала 100-річчя від дня народження Адама Міцкевича. З цієї нагоди в місті запланували спорудити пам'ятник поетові. Був створений оргкомітет, оголошено збір пожертв. Відбувся конкурс, у якому переміг краківський скульптор Тадеуш Блотницький.
Урочисте відкриття пам'ятника Адамові Міцкевичу в Станіславі відбулося 20 листопада 1898 року за присутності великої кількості людей. На постаменті були викарбувані слова польською: «Адаму Міцкевичу в століття від народження — громадяни м. Станиславова. 1898 р.».
1919 року під час Першої світової війни пам'ятник був пошкоджений. 1930 року його було відлито з бронзи, спрощено форму п'єдесталу та дещо змінене місце розташування.
1940 року польськомовну дошку на постаменті зняли і замінили на нову: «Адам Міцкевич, 1798—1855». У такому вигляді пам'ятник зберігся дотепер.
1989 року здійснювались роботи з реконструкції пам'ятника.